# 114725 Gordonwalker
114725 Gordonwalker este un asteroid din centura principală de asteroizi.

## Descriere
114725 Gordonwalker este un asteroid din centura principală de asteroizi. A fost descoperit pe 6 aprilie 2003 la Stația Anderson Mesa în cadrul programului LONEOS. Asteroidul prezintă o orbită caracterizată de o semiaxă mare de 3,16 ua, o excentricitate de 0,07 și o înclinație de 22,7° în raport cu ecliptica.